# Себишешти (Алба)
Себишешти (рум. Sebișești) насеље је у Румунији у округу Алба у општини Соходол. Oпштина се налази на надморској висини од 898 m.

## Становништво
Према подацима из 2002. године у насељу је живело 72 становника, од којих су сви румунске националности.